# Robert Peters (Politiker)
Robert Peters (* 13. August 1883 in Warburg; † 21. Dezember 1954 ebenda) war ein deutscher Bäckermeister und vom US-Militär eingesetzter Bürgermeister von Warburg.

## Leben
Robert Peters Familie besaß in Warburg das großräumige Haus Rotthof 6 mit Backstube und Bäckerei. Von seinem Vater erlernte er das Handwerk und erlangte die Auszeichnung zum Bäckermeister.
Er war verheiratet und einer seiner Söhne führte den Betrieb ebenfalls als Bäcker weiter. Frau Peters leitete den Verkauf und schlichtete auch häufiger, in Zeiten von Lebensmittelknappheit und zunehmender Zahl an ehemaligen Zwangsarbeitern und Kriegsgefangenen, als auch an Geflüchteten aus den östlichen und städtischen Gebieten.
Robert Peters war aktiv in der katholischen Kirchengemeinde St. Johannes Baptist (Warburg-Neustadt) und stand in enger Verbindung zu Pfarrer Wilhelm Kramer. Drei seiner Brüder waren ebenfalls Pfarrer.

## Wirken
Robert Peters war Mitglied der Zentrumspartei, für die er am 12. März 1933 Stadtverordneter wurde. Diese wurde im selben Jahr durch die NS verboten. 1933 waren es mit ihm 15 Stadtverordnete der Bürgerlichen Partei (Zentrum) und der Arbeiterpartei (SPD), und drei der NSDAP.
Ebenso im März 1933 eröffnete er ein Wohnheim für Wanderarbeiter auf eigenem Grundstück an der Landfurt in Warburg, um etwas gegen den „Elendstrom obdachloser Wanderer“ zu tun. Das Christophorushaus sollte den Menschen einen Weg aus der Not zurück in Arbeit und soziale Strukturen weisen. Die Einrichtung bestand bis 1977 und wurde ab März 1945 zunächst für die Aufnahme von Kriegsgefangenen genutzt und zeitweilig von der Caritas unterstützt. Es gehört heute unter gleichem Namen zum Jugenddorf Petrus Damian.

## Christlicher Widerstand gegen das NS-System
1942 wurde Robert Peters Sohn Robert, jun., der offene Ablehnung der NS-Partei zeigte, die Überreichung des Abiturzeugnisses verweigert, über zwei Jahre lang. Dies geschah auf Anordnung des durch die NS eingesetzten Bürgermeisters Otto Schlötel und eines Schulrates.
Am 22. August 1944, zur Zeit der „Goerdeleraffäre“ (Carl Friedrich Goerdeler, Wilhelm Leuschner, Josef Wirmer, Ulrich von Hassell), wurde Robert Peters nach einem Verhör, trotz erwiesener Unschuld durch Schlötel in Gestapo-Haft nach Paderborn gebracht. Durch persönliche Vorsprache seiner Tochter Hedwig in Berlin und einem schriftlichen Gesuch von Franz König, Oberverwaltungsinspektor der Stadt, wurde er erst am 3. November 1944 wieder freigelassen.
Hedwig Peters wurde durch Schlötel, für eine in Aussicht gestellte umgehende Freilassung ihres Vaters aufgefordert, Pfarrer Wilhelm Kramer zu denunzieren und Kontakt zu Josef Wirmer bei seinem letzten Besuch in Warburg wenige Wochen zuvor zu bestätigen. Robert Peters stand stellvertretend für Menschen, die im Nationalsozialismus nicht weggeschaut haben, die sich von Angst, Bespitzelung, Bedrohung und Verhören nicht korrumpieren lassen haben.

## Wirken nach 1945
Robert Peters wurde am 31. März 1945, zusammen mit Franz König, vom US-Militär auf Vorschlag von Dechant Wilhelm Kramer, als Bürgermeister von Warburg eingesetzt. Später wurde er für 1946 bis 1948 durch die Stadtverordneten gewählt.
Zu den größten Herausforderungen für die neue Stadtführung, zählten die Versorgung der ehemaligen Zwangsarbeiter, unter anderem aus der Landwirtschaft der umgebenden Börde, die Neubesetzung öffentlicher Stellen mit Bewerbern ohne ehem. NS-Mitgliedschaft und die Herstellung öffentlicher Sicherheit durch Einigkeit mit dem US-Militär. Es gab einige beschlagnahmte Häuser, Ausgehsperren für die Einwohner Warburgs und öffentliche Aushänge mit Aufforderungen, Waffen und Munition (Funde stellten eine große Gefahr dar) zu melden und Abzeichen des Nazistaates abzuliefern.
Zu bewältigen waren über die Jahre seiner Amtszeit hinaus, neben dem Lebensmittelmangel, dem Brennstoffmangel und der Wohnraumnot, die existentiellen, sozialen und psychischen Schäden des Krieges.

## Verlegung eines Stolpersteins
Stolpersteine wurden im Rahmen des gleichnamigen Kunst-Projekts von Gunter Demnig in Warburg verlegt. Mit ihnen soll an Opfer des Nationalsozialismus erinnert werden, die in Warburg lebten und wirkten. Für Robert Peters wurde ein Stein am 18. Oktober 2023 verlegt, vor seinem Haus und Bäckereibetrieb in Warburg, Rotthof 6. Liste der Stolpersteine in Warburg.